# Trachyspina goongarrie
Trachyspina goongarrie is een spinnensoort uit de familie Trochanteriidae. De soort komt voor in West-Australië.